# Organismos europeos para la calidad
Los organismos europeos más significativos son los siguientes:

## Organismos de Normalización
- CEN (Comité europeo de normalización):
Está compuesto por los países pertenecientes de la Unión Europea (AENOR por parte de España) y tres países pertenecientes a la asociación europea de libre cambio(AELC/EFTA).
- CENELEC (Comité europeo de normalización electrónica):
Su composición es igual a la anterior.
- ETSI (Instituto europeo de normas de telecomunicación):
Está compuesto por empresas y entidades relacionadasal sector, de cualquier país de Europa.

## Organismos de Acreditación
- EAL (European Cooperation for Accrditation of Laboratories):
Que acredita a distintas entidades de acreditación de laboratorios en Europa.
- EAC (European Accreditation of Certification):
Agrupa a los organismos que acreditan a las entidades de certificación en Europa.

## Organismo de control y certificación
- EOTC
- Datos: Q6052421

La organización de telecomunicaciones y conformidad europea